# Harrison Dillard
William Harrison »Bones« Dillard, ameriški atlet, * 8. julij 1923, Cleveland, ZDA, † 15. november 2019, Cleveland.
Dillard je osvojil štiri zlate olimpijske medalje v atletiki, po dve v na igrah v letih 1948 in 1952. Dvakrat je postal olimpijski prvak s štafeto 4x100 m, po enkrat pa v teku na 100 m in teku na 100 m z ovirami. Še vedno je edini atlet z olimpijskim naslovom v šprintu brez in prek ovir. 16. novembra 2013 je bil sprejet v Mednarodni atletski hram slavnih.